# JPEGView
JPEGView — бесплатная и свободная программа для просмотра и обработки цифровых изображений в среде Microsoft Windows.
Поддерживает чтение и запись файлов популярных растровых форматов — BMP, JPEG, JPEG XR, PNG, TIFF (включая многостраничные), GIF (включая анимированные), WebP и Raw цифровых камер (возможен быстрый показ встроенных JPEG-изображений). Программа полагается на подсистему GDI+, а для декодирования RAW-файлов использует WIC.

## История
Первой публичной версией JPEGView была 1.0.12. Программа стала доступной для загрузки на сайте SourceForge 8 мая 2007 года. Начиная с февраля 2011 года сайт Portableapps.com стал выпускать переносные версии JPEGView (хотя и сама по себе программа не требует установки — нужно просто распаковать архив с её файлами в какую-либо папку на диске).
Начиная с версии 1.0.27 для декодирования JPEG используется библиотека libjpeg-turbo.

## Особенности
- Небольшая (размер исполняемого файла — около 1 МБ), быстрая и простая в использовании программа для просмотра и редактирования цифровых изображений;
- Поддержка инструкций SSE2 и многоядерных процессоров (до 4 ядер)[2];
- Набор базовых средств для обработки изображений «на лету» во время просмотра. В том числе:

- настройки контрастности, яркости, насыщенности, баланса белого; автоматическая коррекция цвета и контрастности; контурная резкость (unsharp mask); коррекция перспективных искажений;
- качественный ресемплинг с сохранением (повышением) резкости изображений;
- обрезка изображений и поворот на углы, кратные 90°, без потери качества; возможность поворота на произвольный угол;

- Отображение метаданных EXIF;
- Пакетное переименование/копирование изображений;
- Перетаскивание изображений (Drag-and-drop);
- Поддержка переключения между несколькими экранами (Ctrl-F12);
- Многоязычная поддержка, включая интерфейс на русском языке;
- Возможность воспроизведения изображений из одной папки в виде слайд-шоу или фильма (от 5 до 100 кадров в секунду);
- Тонкая настройка программы через файл конфигурации .ini, а также переназначение почти всех «горячих» клавиш и создание пользовательских команд;
- Печать изображений;
- Открытый исходный код и свободные условия распространения (GNU GPL). Благодаря этому, в частности, была создана переносная (portable) версия JPEGView.